# Greta Engkvist
Greta Sigrid Elisabet Engkvist, född 3 oktober 1893 i Vissefjärda, Kalmar län, död 30 maj 1990 i Stockholm, var en svensk lärare, folkbildare och fredsaktivist. Hon skrev flera böcker med självbiografiskt innehåll. 
Under 1930-talet företog sig Engkvist resor till Östasien. Under 1950-talet reste hon till Sovjetunionen. Tillsammans med Karin Boye, Oscar Olsson, Anna Lenah Elgström, Fredrik Ström och andra bildade hon 1939 Stiftelsen Fredshögskolan, där hon var sekreterare och föreståndare under flera år. Efter andra världskriget engagerade hon sig aktivistiskt för fred och frihet, och deltog bland annat i Samarbetskommitén för demokratiskt uppbyggnadsarbete (SDU). Från 1920-talet till 1940-talet var hon även en engagerad aktivist i kvinnorörelsen och fredsrörelsen, bland annat genom Internationella kvinnoförbundet för fred och frihet, Stiftelsen Fredshögskolan och Sveriges socialdemokratiska kvinnoförbund. År 1968 mottog hon Eldh-Ekblads fredspris.
Hon var från 1917 gift med storbyggmästaren Olle Engkvist och bosatt på Södermalm i Stockholm. Efter skilsmässan 1932 förblev hon ogift. Greta Engkvist är gravsatt i Gustav Vasa kyrkas kolumbarium vid Odenplan i Stockholm.